# Trochtelfingen
Trochtelfingen là một thị trấn thuộc huyện Reutlingen, bang Baden-Württemberg, Đức. Nơi đây nằm cách Reutlingen 20 km về phía nam.